# Леденский
Леденский — посёлок в Урицком районе Орловской области России.
Входит в состав Луначарского сельского поселения.

## География
Расположен рядом с железнодорожной линией, восточнее посёлков Максимовский и Объединение.
Леденский соединён с обеими посёлками просёлочной дорогой, выходящей на автодорогу, ответвляющуюся от автомагистрали Р-120.
В посёлке имеется одна улица — Лесная.

## Население
| 2010 |
| ---- |
| 8    |